# あなたはどれに当てはまる?スター★性格診断SHOW
『あなたはどれに当てはまる?スター★性格診断SHOW』（あなたはどれにあてはまる?スター★せいかくしんだんショー）は、2023年4月26日よりTBS系列で放送された統計心理学トークバラエティ番組。MCは川島明（麒麟）と性格診断のプロ木原誠太郎。キャッチコピーは「芸能人の素顔を丸裸にする性格診断バラエティ！」。放送時間は毎週月曜 23:56 - 0:26。
2022年に1度パイロット版が放送された。

## 概要
この番組は、マーケティングリサーチのプロである木原誠太郎監修の下、改良を重ね、今までにない性格診断にバージョンアップした「9タイプ新・性格診断」で芸能人をカテゴライズし、意外な性格をあらわにしてしまおうという芸能人の素顔を丸裸にする性格診断バラエティ。
性格診断のプロ・木原誠太郎が1,400万人の統計データから芸能人の性格を統計学を元に分けられた9つのタイプに分類し、癖や思考などのギャップやなぜそれが生じてしまうのかなどを語り合う。
番組公式サイトでは、ゲストが受けたものと同じ「9タイプ新・性格診断」ができるページが公開中。20問の質問に答えるだけで、自分の性格タイプが分かる。事前に診断して、自分と同じタイプの芸能人をチェック。

## 性格診断（9タイプのディグラム診断）
番組で紹介する「9タイプ新・性格診断」とは、統計学と心理学に基づいた診断ツールを用いて、人間の性格を「きびしさ」「やさしさ」「計画性」「ノリのよさ」「自信のなさ」の5つの指標で計測・分析。導き出された性格を9つに分類する。
診断方法は右サイト　https://shindan-show.com/
- チームA：カリスマな社長さん
- チームB：一歩引いてる大観衆さん
- チームC：好奇心の塊パリピさん
- チームD：鬼真面目な職人さん
- チームE：ストイックな野心家さん
- チームF：おっとり家政婦さん
- チームG：安全第一！繊細さん
- チームH：合理的な論破王さん
- チームI：破天荒なアーティストさん

## MC
- 川島明（麒麟）- メインMC
- 木原誠太郎（性格診断のプロ） - 『性格診断』監修者
- 良原安美（TBSアナウンサー） - アシスタント

## 放送リスト・ゲスト
パイロット版
| 回 | 放送日         | テーマ                    | ゲスト | 備考                                                                |
| -- | -------------- | ------------------------- | --- | ------------------------------------------------------------------- |
| 0  | 2022年 12月3日 | 9タイプ新・性格判断とは？ | アンミカ、井上咲楽、狩野舞子、空気階段（水川かたまり・鈴木もぐら）、柴田英嗣（アンタッチャブル）、ハリウッドザコシショウ、峯岸みなみ、ゆうちゃみ | アシスタントはTBSアナウンサーの山本恵里伽。放送時間は14:00～14:54。 |

レギュラー
| 回 | 放送日         | テーマ                                                                   | ゲスト | 備考 |
| -- | -------------- | ------------------------------------------------------------------------ | --- | ---- |
| 1  | 2023年 4月24日 | イライラを9タイプに分類                                                  | 誠（ヨネダ2000）、愛（ヨネダ2000）、LISA（m-flo）、三浦翔平、原西孝幸（FUJIWARA）、藤本敏史（FUJIWARA）、松村沙友理、山本里菜                                                  |      |
| 2  | 5月1日         | 買い物にクセあり芸能人集合                                               | 原西孝幸（FUJIWARA）、藤本敏史（FUJIWARA）、松村沙友理、藤本美貴、小森隼（GENERATIONS from EXILE TRIBE）、chay                                                                 |      |
| 3  | 5月8日         | 豪華俳優の出張お悩み解決SP                                               | 坂井良多（鬼越トマホーク）、金ちゃん（鬼越トマホーク）、賀来賢人、要潤、佐野勇斗、中条あやみ、仲里依紗、菜々緒、フォンチー                                                     |      |
| 4  | 5月15日        | クセあり美容法を性格診断！                                               | Matt、森香澄、丸山礼、薄幸（納言）、稲田直樹（アインシュタイン）、河井ゆずる（アインシュタイン）                                                                               |      |
| 5  | 5月22日        | クセ強！芸能人恋のアプローチ                                             | 森香澄、呂布カルマ、CRAZY COCO、すがちゃん最高No.1（ぱーてぃーちゃん）、金子きょんちぃ（ぱーてぃーちゃん）、信子（ぱーてぃーちゃん）                                           |      |
| 6  | 5月29日        | せっかち＆ルーズ芸能人集合！                                             | 稲田直樹（アインシュタイン）、河井ゆずる（アインシュタイン）、木村美穂（阿佐ヶ谷姉妹）、渡辺江里子（阿佐ヶ谷姉妹）、高田秋、村上佳菜子                                         |      |
| 7  | 6月5日         | 芸人妻大集合！夫の不満SP                                                 | 加藤綾菜、近藤千尋、中村仁美、蜂谷晏海、屋敷裕政（ニューヨーク） |      |
| 8  | 6月12日        | あなたはどれに当てはまる？スター性格診断SHOW▼占い・ゲン担ぎ…信じすぎる人 | アンジェリーナ1/3（Gacharic Spin）、イワクラ（蛙亭）、木嶋真優、中村仁美、本仮屋リイナ                                                                                         |      |
| 9  | 6月19日        | あなたはどれに当てはまる？スター性格診断SHOW▼昭和の人聞いて！Z世代の叫び | あの、池田レイラ（完熟フレッシュ）、国本梨紗、栗田航兵（OCTPATH）、児嶋一哉（アンジャッシュ）                                                                                  |      |
| 10 | 6月26日        | カラオケの行動で性格がわかる                                             | あの、安斉かれん、IMALU、休井美郷、ショーゴ（東京ホテイソン）、たける（東京ホテイソン）、でか美ちゃん                                                                          |      |
| 11 | 7月3日         | 幸せ？不幸？ストレスが溜まりやすい性格ランキングSP                       | 稲田直樹（アインシュタイン）、本仮屋ユイカ、一ノ瀬ワタル、やす子、河井ゆずる（アインシュタイン）、バービー（フォーリンラブ）、森香澄、藤本敏史（FUJIWARA）、井上咲楽、近藤千尋 |      |

## ネット局
- TBSテレビ（関東広域圏）
- 毎日放送（近畿広域圏）
- CBCテレビ（中京広域圏）
- HBC北海道放送（北海道）
- IBC岩手放送（岩手県）
- 東北放送（宮城県）
- 静岡放送（静岡県）
- テレビ高知（高知県）
- RKB毎日放送（福岡県）

※放送後、Tverにて見逃し配信

## スタッフ

### レギュラー版
- ナレーション：伊藤修子（チームG）
- 構成：あだち昌也（チームA）、鈴木りょうへい（チームG）
- 技術協力：エスパシオ
- 美術協力：フジアール
- 編集：澤田直樹（チームF）
- MA：江口卓見（チームG）
- 音効：舛谷祐樹（チームF）
- WEB制作：吉田賢治（チームA）、正本理渚（チームA）
- 宣伝：名古龍太郎（チームG）、田口悠（チームF）
- 編成：三浦萌（チームC）
- リサーチ：田村沙紀（チームI）
- TK：滝本優子（チームI）
- AD：野田理紗子（チームC）、明賀花音（チームI）、石川あゆ（チームF）、中本和馬（チームH）、松田宗三蒔（チームC）
- 制作進行：上原彩子（チームI）
- AP：伊藤実知子（チームI）
- 監修：木原誠太郎（チームA）
- ディレクター：財津猛（チームG）、早田翔（チームA）、宮本大輔（チームF）、藤澤貴之（チームB）、近藤純也（チームA）
- 担当プロデューサー：原正義（チームF）、竹内加奈子（チームF）
- キャスティングP：鈴木仁美（チームA）
- 総合演出：大楽和也（チームF）
- プロデューサー：長瀬徹（チームD）
- 製作：ZION、TBS

### パイロット版
- ナレーション：伊藤修子（チームG）
- 構成：あだち昌也（チームA）
- 技術協力：エスパシオ
- 美術協力：フジアール
- 編集：宮下永慈（チームG）
- MA：都澤健太（チームB）
- 音効：舛谷祐樹（チームF）
- WEB制作：吉田賢治（チームA）、正本理渚（チームA）
- 衣装協力：rehacer
- 宣伝：豊岡聡美（チームF）、橋本幸江（チームF）
- 編成：三浦萌（チームC）
- リサーチ：田村沙紀（チームI）
- AD：茂木桜（チームF）
- AP：伊藤実知子（チームI）
- キャスティングP：黒木智子（チームC）
- 監修：木原誠太郎（チームA）
- ディレクター：宮本大輔（チームF）、早田翔（チームA）、久保光史（チームA）
- 総合演出：大楽和也（チームF）
- プロデューサー：長瀬徹（チームD）
- 製作：ZION、TBS